# حارة نوبة معياد (صنعاء)
حارة نوبة معياد هي إحدى حارات حي أزال بمديرية السبعين إحد مديريات العاصمة اليمنية صنعاء، بلغ تعداد سكانها 5668 نسمة حسب تعداد اليمن لعام 2004.